# Joshikyōei hanrangun
Joshikyōei Hanrangun (女子競泳反乱軍?) (Attack Girls Swim Team vs the Unliving Dead en EE. UU.), es una película de terror gore japonesa del 2007, de 78 minutos de duración. Está dirigida por Kōji Kawano.
Fue producida por Filmworks Movie King y GP Museum Soft, y distribuida por GP Museum Soft en Japón, y por ADV Films en EE. UU.

## Argumento
Es el primer día de Aki en su nuevo instituto, donde va a sustituir a otra chica en el equipo de natación. Un científico loco expande un virus por el instituto, haciendo que profesores y alumnos se transformen en zombis y maten y coman al resto de alumnos y profesores. Aki al frente de su nuevo equipo de natación, se encargará de enfrentarse y aniquilar a estos monstruos, porque el agua de la piscina neutraliza a este virus.

## Reparto
- Sasa Handa - Aki
- Yuria Hidaka - Sayaka
- Mizuka Arai
- Hiromitsu Kiba
- Hidetomo Nishida
- Ayumu Tokitō
- Sakae Yamazaki
- Tôshi Yanagi
- Kiyo Yoshizawa